# Сушка Ігор Володимирович
Ігор Володимирович Сушка (також уживається Сушко; нар. 4 вересня 1969, Жабинці, Гусятинський район, Тернопільська область) — колишній український футболіст. Захисник, що провів значну частину кар'єри у вищоліговій «Ниві» (Тернопіль), за яку відіграв понад 150 матчів. Також грав у вищій лізі за клуби «Кремінь» (Кременчук) та «Чорноморець» (Одеса), а в нижчих дивізіонах — за «Кристал» (Чортків), «Тернопіль-Нива-2» та «Лукор» (Калуш).
Перший тренер — Вадим Білоцерківський. Починав грати у колективах «Трудові резерви» (Львів) і «Цукровик» (Чортків). Після завершення виступів за професіональні клуби грав у складі команд «Авіаносець» (Чортків) і «Бровар» (Микулинці) у першості Тернопільської області з футболу. Бере участь у матчах команд-ветеранів.